# Zisterzienserinnenabtei Valduc
Die Zisterzienserinnenabtei Valduc war von 1231 bis 1797 ein Kloster der Zisterzienserinnen in Hamme-Mille, Beauvechain, Provinz Wallonisch-Brabant, in Belgien.

## Geschichte
Herzog Heinrich II. von Brabant stiftete 1231 südlich Löwen (wenige Kilometer von der Zisterzienserinnenabtei Florival entfernt) tief im Wald das Nonnenkloster Valduc („Herzogental“), dessen erste Äbtissin seine Tochter Margarete († 1277) war.  Im Zuge des Vordringens der Französischen Revolution wurde das Kloster 1797 geschlossen und abgerissen. Nur der Gutshof des Klosters steht noch. Am Ort des Äbtissinnenhauses befindet sich seit 1867 das Schloss Valduc (privat).